# Pluralibacter
Genre
Pluralibacter est un genre de bacilles Gram négatifs (BGN) de la famille des Enterobacteriaceae. Son nom, composé du latin pluralis (pluriel) et du néolatin bacter (petit bacille), peut se traduire par « bacille aux multiples origines ». Il fait référence à la multiplicité des sources d'où ce genre bactérien a été isolé.

## Taxonomie
Ce genre est créé en 2013 par reclassement de quatre espèces auparavant rattachées au genre Enterobacter, déjà comptées dans la famille des Enterobacteriaceae.
Jusqu'en 2016 il était rattaché par des critères phénotypiques à la famille des Enterobacteriaceae. Malgré la refonte de l'ordre des Enterobacterales par Adeolu et al. en 2016 à l'aide des techniques de phylogénétique moléculaire, Pluralibacter reste dans la famille des Enterobacteriaceae dont le périmètre redéfini compte néanmoins beaucoup moins de genres qu'auparavant.

## Liste d'espèces
Selon la LPSN (1er novembre 2022) :
- Pluralibacter gergoviae (Brenner et al. 1980) Brady et al. 2013 – espèce type
- Pluralibacter pyrinus (Chung et al. 1993) Brady et al. 2013